# 石抹查剌
石抹查剌（1200年—1243年），又作札剌、札剌儿。蒙古帝国将领，金朝末年契丹人，御史大夫石抹也先的儿子。
石抹查剌善射。1217年，父亲石抹也先战死，他袭任御史大夫，领其父所统万余敢死之士——黑军。石抹也先率领的军队都是猛士，衣黑为号，故称黑军。1218年，跟随木华黎伐金，攻克平阳府（今山西省临汾市）、太原府（今山西省太原市）、隰州、吉州、岢岚州、关西诸州。再攻益都（今山东省青州市），久不能下，益都降，蒙古军想要屠城，查剌说：“杀降不祥，而且只得到空城，有什么用？”于是益都免被屠。1219年，成吉思汗命他以黑军分别屯驻真定府（今河北省正定县）、固安（今河北省固安县）、太原府、平阳府、隰州、吉州、岢岚州。不久南征，以黑军为前列，在黄河遭遇金将完颜白撒、蒲察官奴，石抹查剌大呼奔驰，陷阵获胜。渡河再战，尽杀金兵，长驱攻至汴京（今河南省开封市），从仁和门入城，收图籍而还。论功，黑军为最。成吉思汗以诸军俘获赐给黑军。1233年，从国王塔思征逃原金帅宣抚建立东夏国的蒲鲜万奴，至辽东辽阳府。查剌命偏将先攻其东北，亲自拿着长槊大呼，登西南角，摧毁其飞橹，手斩士兵数十人，力战先登，大破万奴。众军乘胜而进，于是克城，塔思解锦衣赐给他。1241年，窝阔台嘉赏赐其功，授真定、北京（今内蒙古宁城县西）两路达鲁花赤。1243年，在柳城（今辽宁省朝阳市）去世，时年四十四岁。其弟石抹咸锡、石抹博罗、石抹侃。其子石抹库禄满。

## 资料来源
- 《元史》列传第三十七 - 石抹也先
- 《元史》列传第三十九 - 石抹阿辛
- 《新元史·列传第三十二》